# Arroyo Seco, Tierra Blanca
Arroyo Seco är en ort i Mexiko.   Den ligger i kommunen Tierra Blanca och delstaten Guanajuato, i den centrala delen av landet, 210 km nordväst om huvudstaden Mexico City. Arroyo Seco ligger 1 745 meter över havet och antalet invånare är 376.
Terrängen runt Arroyo Seco är huvudsakligen kuperad. Arroyo Seco ligger nere i en dal. Runt Arroyo Seco är det ganska glesbefolkat, med 34 invånare per kvadratkilometer. Närmaste större samhälle är Victoria, 14,2 km norr om Arroyo Seco. Trakten runt Arroyo Seco består i huvudsak av gräsmarker.